# Nagyatád
Nagyatád ist eine ungarische Stadt am Fluss Rinya und liegt 60 km südlich des Plattensees im Komitat Somogy an der Hauptstraße 68 (Europastraße 661). Sie besteht aus den sechs Stadtteilen Kisatád, Bodvica, Kivadár, Henész, Simongát und Atád.

## Geschichte
Die Gemeinde wurde 1190 erstmals urkundlich erwähnt. Der Name setzt sich aus dem türkischen Wort Ata (Vater) und dem ungarischen Wort nagy (groß) zusammen. Seit 1971 ist Nagyatád Stadt.

## Sehenswürdigkeiten
Die Stadt hat ein berühmtes Bad, ein Stadtmuseum, und einen Künstlerplatz. Jedes Jahr wird eine große Triathlonveranstaltung organisiert.

## Städtepartnerschaften
- Križevci, Kroatien
- Nußloch, Deutschland
- Târgu Secuiesc, Rumänien
- San Vito al Tagliamento, Italien

## Galerie

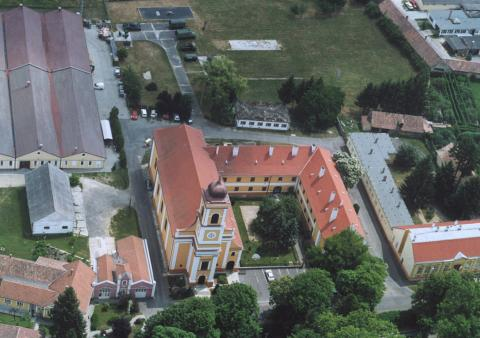
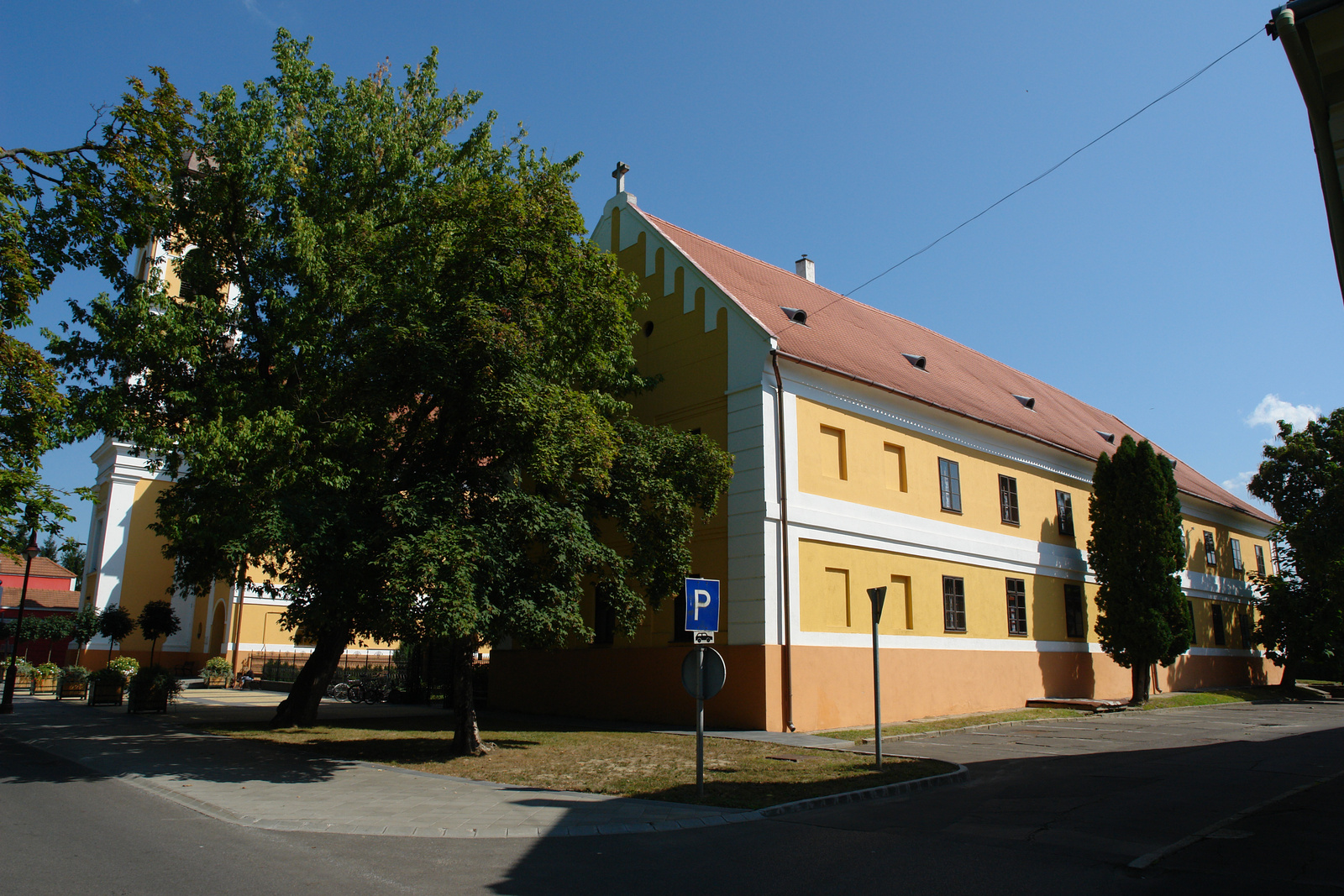
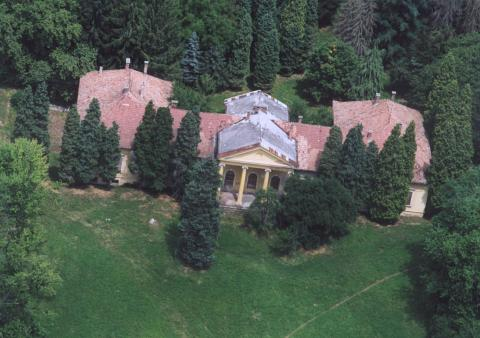
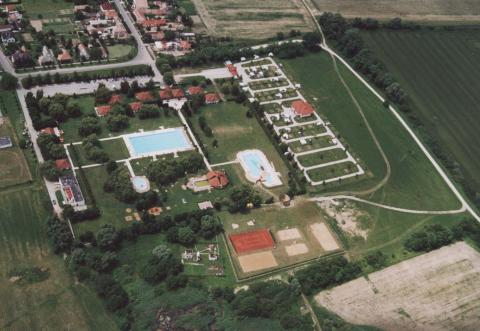

## Söhne und Töchter der Stadt
- Nehemia Anton Nobel (1871–1922), Rabbiner, Prediger und jüdischer Gelehrter
- Géza Kuminetz (* 1959), römisch-katholischer Priester, Theologe und seit 2019 Rektor der Katholischen Péter-Pázmány-Universität
- Timuzsin Schuch (* 1985), Handballspieler
- Kris Evans (* 1986), Pornodarsteller, Model und Bodybuilder
- Tamás Borsos (* 1990), Handballspieler
- Péter Pallag (* 1990), Handballtorwart
- Anikó Cirjenics-Kovacsics (* 1991), Handballspielerin
- Egon Hanusz (* 1997), Handballspieler
- Ramóna Vártok (* 1999), Handballspielerin